# Santo Niño (Samar)
Santo Niño è una municipalità di quinta classe delle Filippine, situata nella Provincia di Samar, nella regione di Visayas Orientale.
Santo Niño è formata da 13 baranggay:
- Balatguti
- Baras
- Basud (Pob.)
- Buenavista
- Cabunga-an
- Corocawayan
- Ilijan
- Ilo (Pob.)
- Lobelobe
- Pinanangnan
- Sevilla
- Takut
- Villahermosa